# За пределами понедельников
«За пределами понедельников» — альбом группы «Красные Звёзды», выпущенный в 2014 году. Сами музыканты назвали альбом «театральным, эксцентричным и в то же время весьма реалистичным».

## Список композиций
1. Перекрёсток
2. Русский
3. Огонёк
4. Любовь
5. Ломать лёд смерти
6. Настоящее
7. Глория
8. Очередь
9. Тринадцать
10. Поезд дальше не идёт
11. В ноябре
12. Магнитофон

## Участники записи
- Владимир Селиванов — вокал
- Евгений Белов — вокал, гитара, синтетические инструменты
- Денис Юбко — бас-гитара
- Александр Фок — ударные инструменты
- Ксенья Вагнер — администрирование
- Анастасия Суворова — вокал («Русский», «Очередь»)
- Жизнерадостный хор в «Огоньке» — Ирина Растопчина, Алевтина Кипель, Кристина Кипель.

Запись — студия «Осмос» (Минск, Беларусь)
Запись, сведение и мастеринг — студия «Параметрика» (Москва, Россия)
Звукорежиссёры — Сергей Большаков и Денис Юровский.
Песня «Перекресток» — сведение и мастеринг Олег Баранов (Санкт-Петербург, Россия)
Тексты песен: Владимир Селиванов и Евгений Белов. Мелодии: Владимир Селиванов и Евгений Белов. Аранжировки: Евгений Белов.